# John Tate
John Torrence Tate Jr. (sinh ngày 13/3/1925 - mất ngày 16/10/2019) là một nhà toán học người Mỹ, với những đóng góp nền tảng trong lĩnh vực lý thuyết số đại số và các lĩnh vực liên quan đến hình học đại số. Năm 2010, ông giành giải thưởng Abel, một trong những giải thưởng lớn nhất của ngành toán học. Tate từng được miêu tả là "một trong những nhà toán học có ảnh hưởng cho nửa cuối thế kỉ" bởi nhà toán học William Beckner, trưởng khoa toán của Đại học Texas.

## Tiểu sử
John Tate sinh ra tại Minneapolis. Ông nhận bằng cử nhân toán học tại Đại học Harvard, và bằng tiến sĩ tại Đại học Princeton năm 1950 dưới sự hướng dẫn của Emil Artin. Tate dạy toán tại Harvard trong 36 năm trước khi chuyển đến khoa Toán Đại học Texas năm 1990. Ông đã nghỉ hưu năm 2009, và hiện tại ông đang sống ở Cambridge, Massachusetts. John Tate có một vợ, bà Carol và ba con gái.

## Nghiên cứu Toán học
Luận văn của Tate (1950) trên giải tích Fourier trong trường số đã cho trở thành một trong những nguyên liệu quan trọng cho lý thuyết hiện đại của các dạng tự đẳng cấu và các L-hàm số của chúng, đặc biệt là các ứng dụng của nó vành adele, tính tự đối ngẫu và giải tích điều hoà trên đó; được chứng minh độc lập và cũng mới trước đó không lâu, Kenkichi Iwasawa cũng thu về được lý thuyết tương tự. Cùng với người thầy Emil Artin, Tate đã bàn về lý thuyết trường các lớp toàn cục bằng đối điều điều, sử dụng các kỹ thuật trong đối đồng điều nhóm áp dụng cho nhóm lớp idele và đối đồng điều Galois. Bài luận giúp làm rõ hơn một số cấu trúc đại số so với các tiếp cận trước kia với lý thuyết trường các lớp, cách tiếp cận trước sử dụng đại số chia tâm để tính nhóm Brauer của trường toàn cục.
Sau đó, Tate đã giới thiệu các nhóm đối đồng điều Tate.Trong các thập kỷ sau sự phát hiện này, ông mở rộng đối đồng điều của Galois với đối ngẫu Poitou–Tate, nhóm Tate–Shafarevich, và các quan hệ với K-lý thuyết đại số. Cùng với Jonathan Lubin, ông viết lại lý thuyết trường lớp địa phương bằng cách dùng các nhóm hình thức, lý thuyết địa phương Lubin–Tate của phép nhân phức.
Ông cũng tạo ra nhiều cống hiến cho lý thuyết p-adic; chẳng hạn như, phát minh không gian giải tích cứng của Tate có thể được cho là đã sinh ra toàn bộ trường hình học giải tích cứng. Ông tìm ra lý thuyết p-adic tương tự với lý thuyết Hodge,nay gọi là lý thuyết Hodge–Tate, trở thành một trong những kỹ thuật quan trọng của lý thuyết số đại số. Các phát minh khác của ông bao gồm tham số hoá "đường cong Tate" cho một số đường cong elliptic p-adic và các nhóm p-chia được (Tate–Barsotti).
Rất nhiều kết quả của ông chưa được xuất bản ngay lập tích và một vài trong số đó được viết được nhắc tới bởi Serge Lang, Jean-Pierre Serre, Joseph H. Silverman và một số nhà toán học khác. Tate và Serre đã cộng tác với nhau để nghiên cứu về rút gọn tốt của các đa tạp abel. Phân loại các đa tạp abel trên trường hữu hạn được thực hiện bởi Taira Honda và Tate (thành định lý Honda–Tate).
Các giả thuyết Tate đều tương tự với đối đồng điều étale của giả thuyết Hodge.Chúng đều liên quan đến việc tác động Galois trên đối đồng điều ℓ-adic của đa tạp đại số, chỉ ra một không gian của các  "chu trình Tate" (các chu trình đã được cố định cho tác động xoắn Tate) có thể chọn ra các chu trình đại số. Hiện nay bài toán này vẫn là bài toán mở. Một trường hợp đặc biệt của giải thuyết này có trong bài chứng minh cho giả thuyết Mordell bởi Gerd Faltings.
Tate ngoài ra cũng có ảnh hướng lên cho lý thuyết số nhờ vai trò làm cố vấn cho luận văn tiến sĩ. Các nghiên cứu sinh của ông bao gồm George Bergman, Ted Chinburg, Bernard Dwork, Benedict Gross, Robert Kottwitz, Jonathan Lubin, Stephen Lichtenbaum, James Milne, V. Kumar Murty, Carl Pomerance, Ken Ribet, Joseph H. Silverman, và Dinesh Thakur.

## Các giải thưởng và vinh danh
Abel 2010

## Các bài báo, sách nổi tiếng
- Tate, John (1950), Fourier analysis in number fields and Hecke's zeta functions, Princeton University Ph.D. thesis under Emil Artin. Reprinted in Cassels, J. W. S.; Fröhlich, Albrecht biên tập (1967), Algebraic number theory, London: Academic Press, tr. 305–347, MR0215665
- Lang, Serge; Tate, John (1958), “Principal homogeneous spaces over abelian varieties”, American Journal of Mathematics, 80: 659–684, MR0106226
- Lubin, Jonathan; Tate, John (1965), “Formal complex multiplication in local fields”, Annals of Mathematics, 81: 380–387, MR0172878
- Tate, John (1966), “Endomorphisms of abelian varieties over finite fields”, Inventiones Mathematicae, 2: 134–144, MR0206004
- Tate, John (1967), “p-divisible groups”,  trong Springer, T. A. (biên tập), Proceedings of a Conference on Local Fields, Springer-Verlag, tr. 158–183, MR0231827
- Artin, Emil; Tate, John (2009) [1967], Class field theory, AMS Chelsea Publishing, ISBN 978-0-821-84426-7, MR2467155
- Serre, Jean-Pierre; Tate, John (1968), “Good reduction of abelian varieties”, Annals of Mathematics, 88: 462–517, MR0236190
- Tate, John (1971), “Rigid analytic spaces”, Inventiones Mathematicae, 12: 257–289, MR0306196
- Tate, John (1976), “Relations between K2 and Galois cohomology”, Inventiones Mathematicae, 36: 257–274, MR0429837